# Stefan Reisch
Stefan Reisch (ur. 29 listopada 1941 w Németkér) – niemiecki piłkarz występujący na pozycji pomocnika. Trener piłkarski.

## Kariera klubowa
Reisch jako junior grał w zespołach TSV Herrieden, TSV Moorenbrunn, TSV Altenfurt oraz 1. FC Nürnberg, do którego dołączył w 1955 roku. W 1960 roku został włączony do jego pierwszej drużyny, grającej w Oberlidze. Zadebiutował w niej 21 sierpnia 1960 w wygranym 6:0 meczu z SSV Jahn Regensburg. W sezonie 1960/1961 wywalczył z zespołem mistrzostwo RFN, a w sezonie 1961/1962 – wicemistrzostwo RFN oraz Puchar RFN. Od sezonu 1963/1964 startował z nim w nowo utworzonej Bundeslidze. W 1. FC Nürnberg grał do końca sezonu 1966/1967.
W 1967 roku Reisch odszedł szwajcarskiego drugoligowca, Neuchâtel Xamax. Spędził tam sezon 1967/1968, a potem przeniósł się do belgijskiego Club Brugge. W sezonie 1969/1970 wywalczył z nim Puchar Belgii oraz wicemistrzostwo Belgii. W 1970 roku został graczem szwajcarskiego FC Basel, z którym w sezonie 1971/1972 zdobył mistrzostwo Szwajcarii.
W 1972 roku Reisch wrócił do Niemiec, gdzie został zawodnikiem klubu Würzburger Kickers z Amateurligi, stanowiącej trzeci poziom rozgrywek. W sezonie 1972/1973 był jego grającym trenerem, a po jego zakończeniu, zakończył karierę.

## Kariera reprezentacyjna
W reprezentacji RFN Reisch zadebiutował 30 września 1962 w wygranym 3:2 towarzyskim meczu z Jugosławią. W latach 1962–1964 w drużynie narodowej rozegrał 9 spotkań.